# Emmanuel Cœuret
Emmanuel Cœuret dit Manu Cœuret, né le 21 avril 1970 à Bénouville (Calvados), est un entraîneur français de basket-ball.

## Biographie
Après son départ poussif d'Aix-en-Provence à l'automne 2011 (2 victoires-6 défaites), il est remplacé par Bruno Blier. Il entraîne actuellement le club féminin du Nantes Rezé Basket depuis 2012. Depuis son arrivée à Nantes, le bilan des saisons est toujours positif : 2 qualifications pour les quarts de finale de l'Eurocup, 3 participations à l'Eurocup, finaliste de la Coupe de France en 2013, finaliste du Challenge round en 2014.
En mars 2019, il se met en retrait et est remplacé par Aurélie Bonnan. Une fois le maintien du club assuré, il est réintégré pour la saison suivante.
Après huit saisons à Nantes, les dernières pour jouer le maintien, le club annonce son départ en avril 2020. 

## Carrière entraîneur

### Clubs
- 1995-1998 : ASPTT Caen
- 1998-2007 : USO Mondeville (assistant en LFB)
- 2007-2009 : Stade clermontois (LFB)
- 2009-déc. 2011 : Pays d'Aix Basket 13 LFB
- 2012-2020 : Nantes-Rezé Basket LFB
- 2021-2022 : Paris Basketball (adjoint, ProB / BetClic Elite)
- 2022-2023 : Orléans LB (adjoint, ProB)

### Palmarès

#### Club
- Champion de France Cadettes en 2001, 2005, 2006 et 2007
- Vainqueur de la Coupe de France cadettes en 2001 et 2005
- Vainqueur du Trophée de l’Avenir en 2002
- Champion de France Espoirs en 2003
- Finale du Challenge round contre Tarbes en 2008
- Finaliste de la coupe de France 2013
- Finaliste du Challenge round contre Lyon en 2014
- Finaliste du Challenge Round contre Tarbes en 2015
- Accession en Betclic Elite en 2021